# D-Link
D-Link Corporation – tajwański producent komputerowego sprzętu sieciowego: przewodowego Ethernet i bezprzewodowego Wi-Fi, przeznaczonego zarówno dla firm, jak i użytkowników domowych.

## Powstanie
Przedsiębiorstwo zostało założone w 1986 roku przez Kena Kao, byłego dyrektora generalnego i prezesa. Główna siedziba firmy znajduje się w Tajpej na Tajwanie. Obecnie D-Link posiada biura w ponad 90 krajach na całym świecie i jest jednym z głównych dostawców urządzeń dla sieci bezprzewodowych w Europie. 
Aktualnie funkcję prezesa oraz dyrektora generalnego pełni Tony Tsao.

## Historia
- marzec 1986: Powstanie przedsiębiorstwa
- wrzesień 1990: Wprowadzenie pierwszego koncentratora 10Base-T D-Link
- listopad 1992: Utworzenie oddziałów w Stanach Zjednoczonych i w Wielkiej Brytanii
- czerwiec 1994: Otrzymanie certyfikatu ISO-9001
- wrzesień 1995: Otwarcie europejskiej centrali w Londynie
- wrzesień 1995: Pierwsze przełączniki Ethernet
- wrzesień 2002: Otwarcie polskiego biura D-Link
- listopad 2003: D-Link Polska uruchamia bezpłatną sieć bezprzewodową dla studentów w Bibliotece Uniwersyteckiej (BUW) w Warszawie i rozpoczyna projekt społeczny „Kulturalnie bez kabli”
- maj 2006: D-Link rozpoczyna sprzedaż urządzeń bezprzewodowych w drafcie standardu 802.11N. Ruter Wireless N DIR-635 zostaje wybrany produktem roku 2006 według redakcji i czytelników miesięczników CHIP, PC World Komputer, Benchmark.pl
- styczeń 2007: Kolejne urządzenia zabezpieczające w ofercie D-Linka. Przy współpracy z firmą Kaspersky D-Link rozpoczyna produkcję zapór sieciowych i UTM – kompletnego rozwiązania bezpieczeństwa dla małych i średnich firm
- kwiecień 2010: Uruchomienie portalu mydlink oferującego zdalny dostęp do urządzeń sieciowych D-Link (obraz z kamer IP, prywatna chmura na urządzeniach NAS)
- lipiec 2012: Do sprzedaży trafiają pierwsze urządzenia w nowym bezprzewodowym standardzie 802.11ac, oferujące prędkość przesyłania danych do 1,75 Gbps